# Gooise Meren

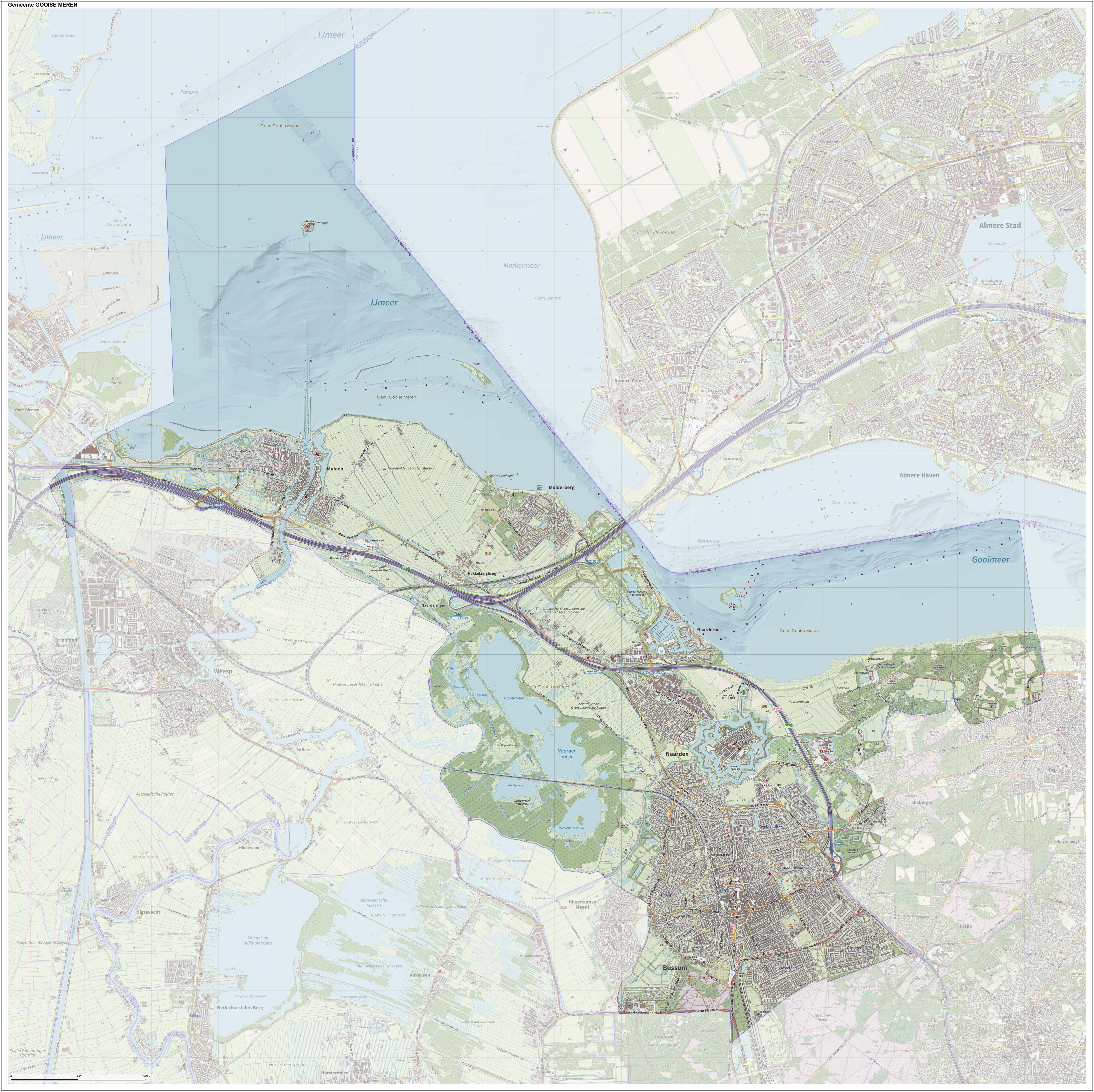
Gemeindegebiet von Gooise Meren

Gooise Meren ist eine Gemeinde in der Provinz Nordholland, Niederlande, nördlich von Hilversum. Sie entstand zum 1. Januar 2016 durch den Zusammenschluss von Bussum, Muiden und Naarden und hat 61.015 Einwohner.

## Geografie
Die Gemeinde liegt am Süfufer des Markermeers und des Gooimeers. Weite Teile der Gemeinde liegen unter dem Meeresspiegel. Höchste natürliche Erhebung ist der Eukenberg mit 14,3 Metern Höhe ganz im Osten des Gemeindegebiets.

## Politik

### Sitzverteilung im Gemeinderat
Seit der Gemeindegründung von Gooise Meren wird der Rat wie folgt gebildet:
| Partei                              | Sitze | Sitze | Sitze |
| Partei                              | 2015  | 2018  | 2022  |
| ----------------------------------- | ----- | ----- | ----- |
| Goois Democratisch Platform         | –     | 4     | 7     |
| D66                                 | 5     | 4     | 6     |
| VVD                                 | 8     | 7     | 6     |
| Hart voor BussumNaardenMuiden       | 2     | 4     | 4     |
| GroenLinks                          | 3     | 3     | 3     |
| CDA                                 | 5     | 3     | 2     |
| PvdA                                | 4     | 3     | 2     |
| Partij voor Leefomgeving en Klimaat | –     | –     | 1     |
| ChristenUnie                        | 0     | 1     | 0     |
| 50PLUS                              | 2     | 2     | –     |
| Behoud Oud Valkeveen                | –     | 0     | –     |
| Gooise Ouderen Partij               | 2     | –     | –     |
| TROTS                               | 0     | –     | –     |
| Gesamt                              | 31    | 31    | 31    |

## Verkehr
Durch das Gemeindegebiet verläuft der Rijksweg 1 von Amsterdam zur deutschen Grenze bei Bad Bentheim mit mehreren Abfahrten im Gemeindegebiet. Außerdem zweigt hier der Rijksweg 6 Richtung Heerenveen ab.
Im Ortsteil Bussum gibt es an der Bahnstrecke Amsterdam–Zutphen die beiden Bahnhöfe Naarden-Bussum und Bussum Zuid.